# 1845
1845. је била проста година.

## Догађаји

### Јануар
- 29. јануар — У „Њујорк ивнинг мирору“ први пут објављена песма Гавран, Едгара Алана Поа, која му је донела светску славу.

### Фебруар
- 28. фебруар — Конгрес САД је одобрио анексију Тексаса.

### Март
- 3. март — Флорида је примљена у Унију као 27. америчка држава.
- 4. март — Џејмс Нокс Полк је инаугурисан за 11. председника САД.

### Децембар
- 29. децембар — Тексас постао 28. америчка држава.

## Рођења

### Март
- 3. март — Георг Кантор, немачки математичар (умро 6. јануара 1918)

### Децембар
- 18. децембар — Никола Пашић, српски и југословенски политичар

## Смрти

### Јун
- 8. јун — Ендру Џексон, амерички председник.